# Cunard Line
A Cunard Line (korábban Cunard White Star Line) legendás brit hajózási vállalat, mely többnyire a híres White Star Line vállalat riválisaként, valamint az első világháborúban elvesztett hajónak, az RMS Lusitaniának birtokosaként vált híressé. RMS Mauretania nevű hajójuk 23 éven keresztül tartotta a "világ leggyorsabb hajója" címet. Az RMS Queen Mary, RMS Queen Elizabeth és RMS Queen Elizabeth 2 nevekre hallgató óceánjáróik világhírnévre tettek szert. A Cunard egyike azon kevés hajózási társaságuknak, amelyek túlélték a világháborúkat, a gazdasági válságot és a légi utasszállítás elterjedését. Napjainkban két üdülőhajót (MS Queen Victoria, MS Queen Elizabeth) és egy óceánjárót (RMS Queen Mary 2) üzemeltetnek.
1903-ban a magyar kormány törvényben rendezte a kivándorlás egyre súlyosbodó problémáját, és szerződést kötött a Cunard Line-nal a kivándorlók szállítására. Ezt a szolgálatot teljesítette – részben magyar személyzettel – a társaság Carpathia gőzöse, amikor visszaúton megmentette a Titanic-katasztrófa túlélőit.

## Története
Elődjét, a British and North American Royal Mail Steam Packet Company nevű céget (Brit és Észak-Amerikai Királyi Posta Gőzhajó Társaság) 1840-ben alapította a kanadai hajózási mágnás, Samuel Cunard, Robert Napier mérnök és James Donaldson, Sir George Burns és David Maclver üzletemberek Halifax-ben, Új-Skóciában. A cég sikerrel pályázott a transzatlanti postaszállítás jogára Anglia és az Amerikai Egyesült Államok között, ami feljogosította őket, hogy hajóik neve előtt szerepeltessék a nagy presztízst jelentő "RMS" betűszót.
A társaság első gőzhajója, a Britannia 1840-ben futott ki Liverpoolból Bostonba, és így elindult az első transzatlanti rendszeres utas- és teherszállító gőzhajójárat. A Cunard hajói azzal verekedtek versenytársaik közé, hogy a cég kezdetben nem törekedett arra, hogy a legnagyobb, vagy a leggyorsabb hajókat indítsa, ehelyett a biztonságra helyezte a hangsúlyt.
A 20. századra a cég a leggyorsabb és a legnagyobb hajóknak járó trófeákért is versenybe szállt. Végül az 1930-as években legnagyobb versenytársát, a szerencsétlenül járt Titanic valamikori tulajdonosát, a White Star Line-t is magába olvasztotta.
A cég hanyatlása az 1950-es években kezdődött, amikor teret kezdett hódítani a gyors légi utasszállítás. A Cunard e kihívás leküzdésére a British Overseas Airways Corporation légitársasággal közösen 1962-ben létrehozta a BOAC-Cunard Ltd-t, hogy légijáratokat működtessenek Amerikába, de 1966-ban feladták ezt a tevékenységet.
1998-ban a Cunard a brit–amerikai Carnival Corporation (ma Carnival Corporation & PLC) több hajózási cégének egyikévé vált.

## Flottája

### 1840-1850

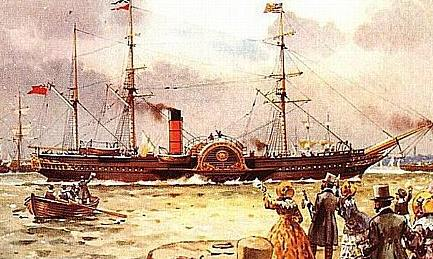
RMS Britannia

Ebben a korszakban még minden hajójuk lapátkerekes volt.
| Hajó       | Építés éve | A Cunard szolgálatában | Típus     | Súly (tonna) |
| ---------- | ---------- | ---------------------- | --------- | ------------ |
| SS Unicorn | 1836       | 1840–1846              | óceánjáró | 650          |
| Britannia  | 1840       | 1840–1849              | óceánjáró | 1,150        |
| Acadia     | 1840       | 1840–1849              | óceánjáró | 1,150        |
| Caledonia  | 1840       | 1840–1850              | óceánjáró | 1,150        |
| Columbia   | 1841       | 1841–1843              | óceánjáró | 1,150        |
| Hibernia   | 1843       | 1843–1850              | óceánjáró | 1,400        |
| Cambria    | 1845       | 1845–1860              | óceánjáró | 1,400        |
| America    | 1848       | 1848–1863              | óceánjáró | 1,850        |
| Niagara    | 1848       | 1848–1866              | óceánjáró | 1,850        |
| Europa     | 1848       | 1848–1867              | óceánjáró | 1,850        |
| Canada     | 1848       | 1848–1866              | óceánjáró | 1,850        |
| Asia       | 1850       | 1850–1868              | óceánjáró | 2,250        |
| Africa     | 1850       | 1850–1868              | óceánjáró | 2,250        |

### 1850-1879
Az ekkortájt üzemeltetett hajók közül már csak az Arabia-nak volt fa szerkezete, és csak az Arabia, a Persia és a Scotia volt lapátkerekes.

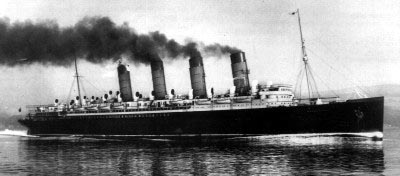
RMS Mauretania

| Hajó                 | Építés éve | A Cunard szolgálatában | Típus        | Súly (tonna) |
| -------------------- | ---------- | ---------------------- | ------------ | ------------ |
| Arabia               | 1852       | 1852–1864              | óceánjáró    | 2,400        |
| Andes                | 1852       | 1852–1859              | utasszállító | 1,400        |
| Alps                 | 1853       | 1853–1859              | utasszállító | 1,400        |
| Jura                 | 1854       | 1854–1860              | utasszállító | 2,200        |
| Etna                 | 1855       | 1855–1860              | utasszállító | 2,200        |
| Persia               | 1856       | 1856–1868              | óceánjáró    | 3,300        |
| AustralasianCalabria | 1857       | 1860–1870 1870-1876    | utasszállító | 2,700        |
| Atlas                | 1860       | 1860-1896              | utasszállító | 2,393        |
| China                | 1862       | 1862–1880              | óceánjáró    | 2,550        |
| Scotia               | 1862       | 1864–1878              | óceánjáró    | 3,850        |
| Tripoli              | 1863       | 1863–1872              | utasszállító | 2,057        |
| Cuba                 | 1864       | 1865–1876              | óceánjáró    | 2,700        |
| Aleppo               | 1865       | 1865–1909              | utasszállító | 2,056        |
| Java                 | 1865       | 1865–1878              | óceánjáró    | 2,700        |
| Russia               | 1867       | 1867–1880              | óceánjáró    | 2,950        |
| Siberia              | 1867       | 1867–1880              | utasszállító | 2,550        |
| Samaria              | 1868       | 1868–1892              | utasszállító | 2,550        |
| Batavia              | 1870       | 1870–1884              | utasszállító | 2,550        |
| Abyssinia            | 1870       | 1870–1880              | óceánjáró    | 3,250        |
| Algeria              | 1870       | 1870–1881              | óceánjáró    | 3,250        |
| Parthia              | 1870       | 1870–1884              | utasszállító | 3,150        |
| Bothnia              | 1874       | 1874–1898              | óceánjáró    | 4,550        |
| Scythia              | 1875       | 1875–1898              | óceánjáró    | 4,550        |
| Gallia               | 1879       | 1879–1897              | óceánjáró    | 4,550        |

### 1879-1934

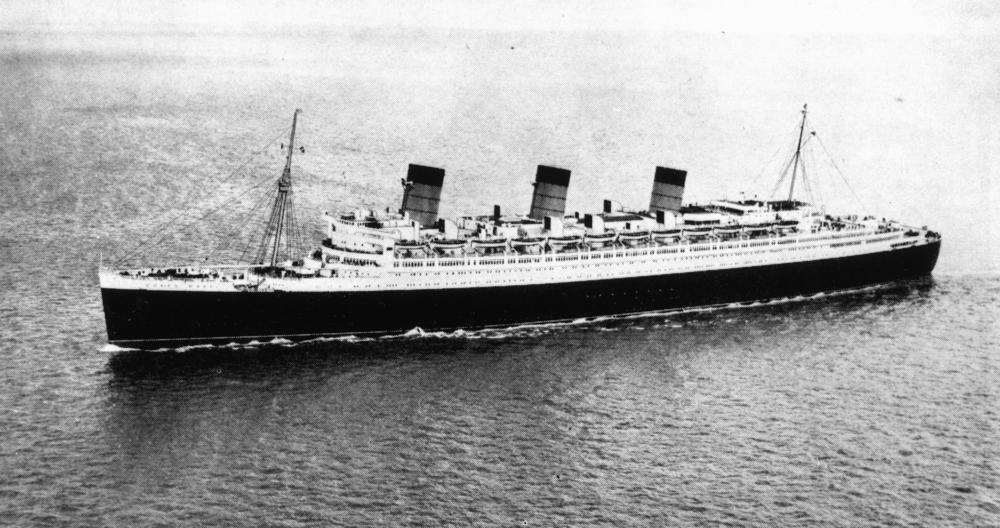
RMS Queen Mary

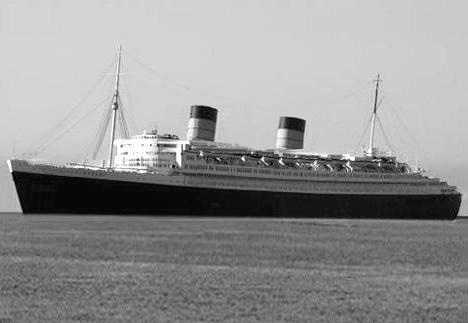
RMS Queen Elizabeth

| Hajó         | Építés éve | A Cunard szolgálatában | Típus         | Súly (tonna) |
| ------------ | ---------- | ---------------------- | ------------- | ------------ |
| Catalonia    | 1881       | 1881–1901              | utasszállító  | 4,850        |
| Cephalonia   | 1882       | 1882–1900              | utasszállító  | 5,500        |
| Pavonia      | 1882       | 1882–1900              | utasszállító  | 5,500        |
| Servia       | 1881       | 1881–1902              | óceánjáró     | 7,400        |
| Aurania      | 1883       | 1883–1905              | óceánjáró     | 7,250        |
| Oregon       | 1883       | 1884–1886              | óceánjáró     | 7,400        |
| Umbria       | 1884       | 1884–1910              | óceánjáró     | 7,700        |
| Etruria      | 1884       | 1884–1910              | óceánjáró     | 7,700        |
| Campania     | 1893       | 1893–1914              | óceánjáró     | 12,900       |
| Lucania      | 1893       | 1893–1909              | óceánjáró     | 12,900       |
| Ultonia      | 1899       | 1899–1917              | utasszállító  | 10,400       |
| Ivernia      | 1900       | 1900–1917              | utasszállító  | 14,250       |
| Saxonia      | 1900       | 1900–1925              | utasszállító  | 14,250       |
| Carpathia    | 1903       | 1903–1918              | utasszállító  | 13,600       |
| Slavonia     | 1903       | 1903–1909              | utasszállító  | 10,606       |
| Pannonia     | 1903       | 1903–1914              | utasszállító  | 9,851        |
| Caronia      | 1905       | 1905–1932              | utasszállító  | 19,650       |
| Carmania     | 1905       | 1905–1932              | utasszállító  | 19,650       |
| Lusitania    | 1907       | 1907–1915              | óceánjáró     | 31,550       |
| Mauretania   | 1907       | 1907–1934              | óceánjáró     | 31,950       |
| Franconia    | 1911       | 1911–1916              | utasszállító  | 18,100       |
| Albania      | 1900       | 1911–1912              | utasszállító  | 7,650        |
| Ausonia      | 1909       | 1911–1918              | utasszállító  | 7,907        |
| Ascania      | 1911       | 1911–1918              | utasszállító  | 9,100        |
| Laconia      | 1912       | 1912–1917              | utasszállító  | 18,100       |
| Andania      | 1913       | 1913–1918              | utsszállító   | 13,400       |
| Alaunia      | 1913       | 1913–1916              | utasszállító  | 13,400       |
| Aquitania    | 1914       | 1914–1950              | óceánjáró     | 45,650       |
| Orduna       | 1914       | 1914–1921              | utasszállító  | 15,700       |
| Aurania      | 1916       | 1916–1918              | utasszállító  | 13,400       |
| Royal George | 1916       | 1916–1920              | utasszállító  | 11,142       |
| Vauban       | 1912       | 1919–1922              | utasszállító  | 10,660       |
| Albania      | 1920       | 1920–1930              | utasszállító  | 12,750       |
| Berengaria   | 1913       | 1921–1938              | óceánjáró     | 51,950       |
| Scythia      | 1921       | 1921–1958              | utasszállító  | 19,700       |
| Andania      | 1921       | 1921–1940              | utasszállító  | 13,900       |
| Samaria      | 1922       | 1922–1955              | utasszállító  | 19,700       |
| Laconia      | 1922       | 1922–1942              | utasszállíttó | 19,700       |
| Antonia      | 1922       | 1922–1942              | utasszállító  | 13,900       |
| Ausonia      | 1922       | 1922–1942              | utasszállító  | 13,900       |
| Lancastria   | 1922       | 1922–1940              | utasszállító  | 16,250       |
| Athenia      | 1923       | 1923–1935              | utasszállító  | 13,465       |
| Franconia    | 1923       | 1923–1956              | utasszállító  | 20,200       |
| Aurania      | 1924       | 1924–1942              | utasszállító  | 14,000       |
| Cassandra    | 1924       | 1924–1929              | teherhajó     | 8,135        |
| Carinthia    | 1925       | 1925–1940              | üdülőhajó     | 20,200       |
| Ascania      | 1925       | 1925–1956              | utasszállító  | 14,000       |
| Alaunia      | 1925       | 1925–1944              | utasszállító  | 14,000       |

### 1934-1971

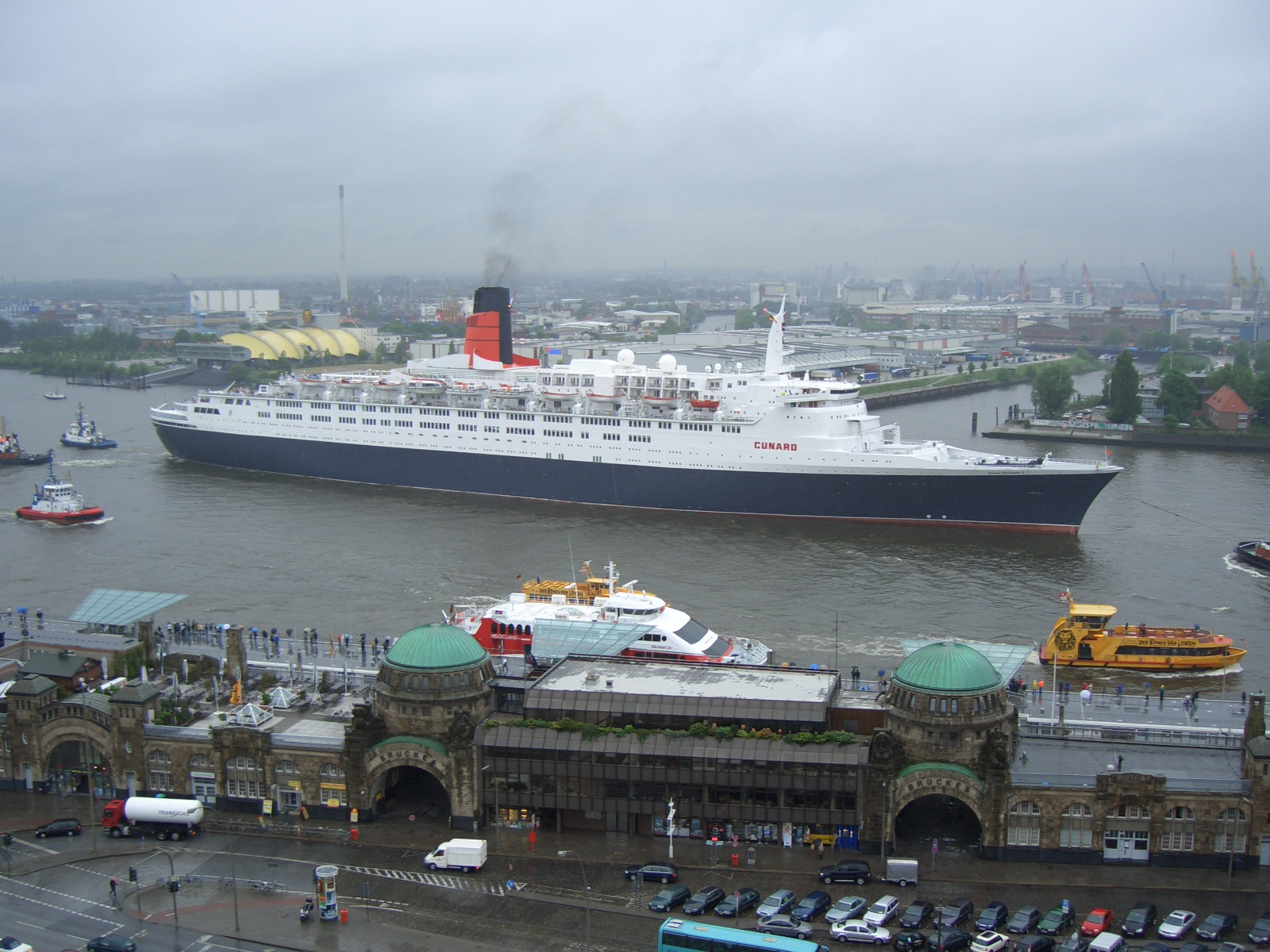
RMS Queen Elizabeth 2

| Hajó              | Építés éve | A Cunard szolgálatában | Típus                 | Súly (tonna)  |
| ----------------- | ---------- | ---------------------- | --------------------- | ------------- |
| Queen Mary        | 1936       | 1936–1967              | óceánjáró             | 80,750        |
| Mauretania        | 1939       | 1939–1965              | óceánjáró             | 37,750        |
| Queen Elizabeth   | 1940       | 1946–1968              | óceánjáró             | 83,650        |
| Media             | 1947       | 1947–1961              | teher-és utasszállító | 13,350        |
| Parthia           | 1947       | 1947–1961              | teher-és utasszállító | 13,350        |
| Caronia           | 1949       | 1949–1968              | üdülőhajó             | 34,200        |
| Britannic         | 1929       | 1950–1960              | utasszállító          | 26,943        |
| Georgic           | 1931       | 1950–1956              | utasszállító          | 27,759        |
| SaxoniaCarmania   | 1954       | 1954–1962 1962–1973    | üdülőhajó             | 21,637 21,370 |
| IverniaFranconia  | 1955       | 1955–1963 1963–1973    | üdülőhajó             | 21,800        |
| Carinthia         | 1956       | 1956–1968              | szerviz               | 21,800        |
| Sylvania          | 1957       | 1957–1968              | szerviz               | 21,800        |
| Alaunia           | 1960       | 1960–1969              | teherhajó             | 7,004         |
| Arabia            | 1955       | 1967–1969              | teherhajó             | 3,803         |
| Queen Elizabeth 2 | 1969       | 1969–2008              | óceánjáró             | 70,300        |
| Atlantic Causeway | 1969       | 1970–1986              | konténerszállító      | 14,950        |
| Atlantic Conveyor | 1970       | 1970–1982              | konténerszállító      | 14,946        |

### 1971-1998

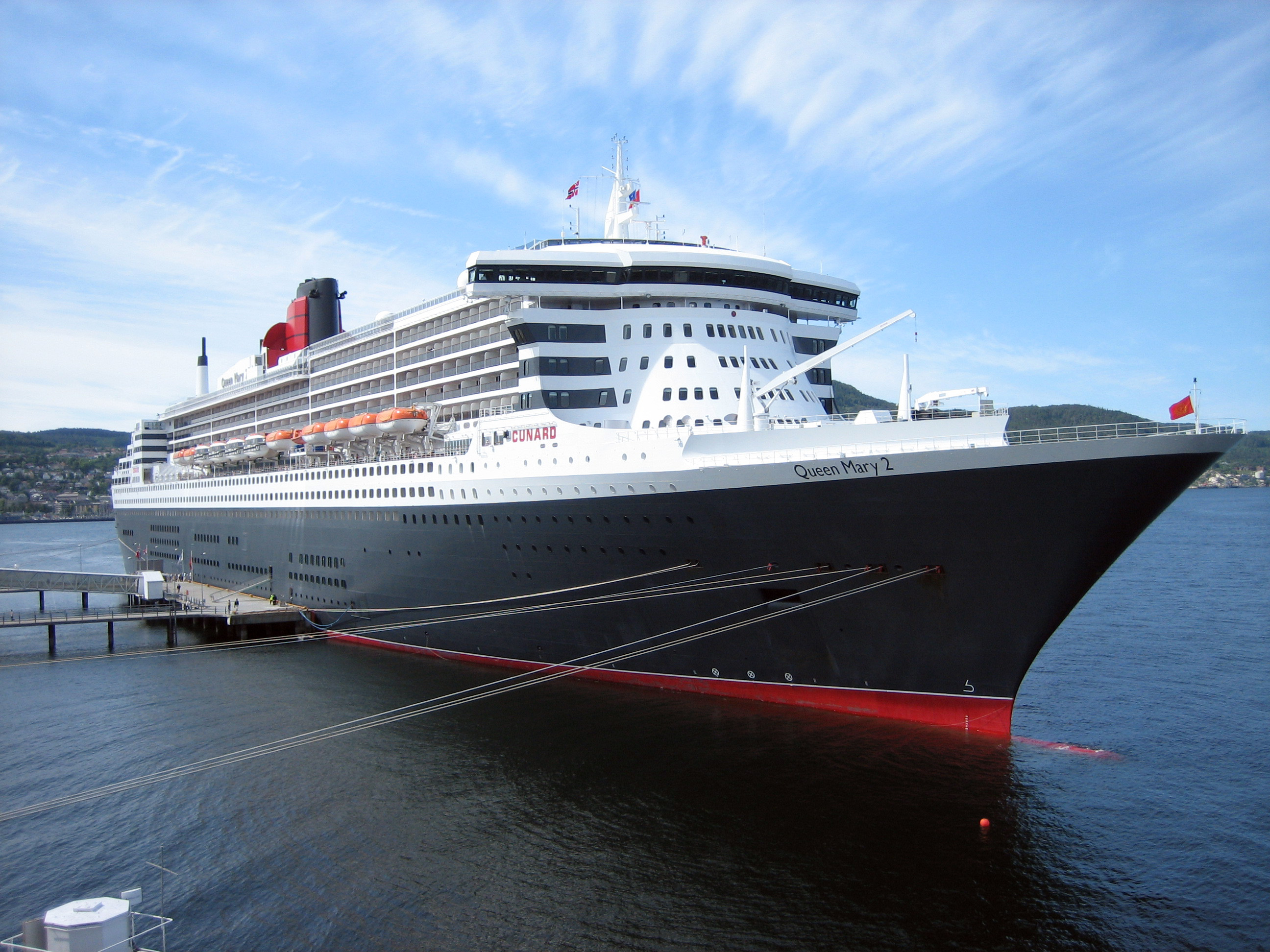
RMS Queen Mary 2

| Hajó                 | Építés éve | A Cunard szolgálatában | Típus            | Súly (tonna) |
| -------------------- | ---------- | ---------------------- | ---------------- | ------------ |
| Cunard Adventurer    | 1971       | 1971–1977              | üdülőhajó        | 14,150       |
| Cunard Ambassador    | 1972       | 1972–1974              | üdülőhajó        | 14,150       |
| Cunard Countess      | 1975       | 1976–1996              | üdülőhajó        | 17,500       |
| Cunard Princess      | 1975       | 1977–1995              | üdülőhajó        | 17,500       |
| Sagafjord            | 1965       | 1983–1997              | üdülőhajó        | 24,500       |
| VistafjordCaronia    | 1973       | 1983–1999 1999–2004    | üdülőhajó        | 24,300       |
| Atlantic Star        | 1967       | 1983–1987              | konténerszállító | 15,055       |
| Atlantic Conveyor    | 1985       | 1985–1996              | konténerszállító | 58,438       |
| Sea Goddess I        | 1984       | 1986–1998              | üdülőhajó        | 4,333        |
| Sea Goddess II       | 1985       | 1986–1998              | üdülőhajó        | 4,333        |
| Cunard Crown Monarch | 1990       | 1993–1994              | üdülőhajó        | 15,271       |
| Cunard Crown Jewel   | 1992       | 1993–1995              | üdülőhajó        | 19,089       |
| Cunard Crown Dynasty | 1993       | 1993–1997              | üdülőhajó        | 19,089       |
| Royal Viking Sun     | 1988       | 1994–1999              | üdülőhajó        |              |

### Napjainkban
| Hajó            | Építés éve | A Cunard szolgálatában | Típus     | Súly (tonna) |
| --------------- | ---------- | ---------------------- | --------- | ------------ |
| Queen Mary 2    | 2003       | 2004–                  | óceánjáró | 149,215      |
| Queen Victoria  | 2007       | 2007–                  | üdülőhajó | 90,049       |
| Queen Elizabeth | 2010       | 2010–                  | üdülőhajó | 90,901       |

### Tervezett
| Hajó       | Építés éve | A Cunard szolgálatában | Típus     | Súly (tonna) |
| ---------- | ---------- | ---------------------- | --------- | ------------ |
| Queen Anne | 2024       | 2024                   | üdülőhajó | 113,300      |

## Nevezetes elsőségei
- Az első transzatlanti utasszállító szolgálat (Britannia, 1840)
- Az első elektromossággal kivilágított utasszállító hajó (Servia, 1881)
- Az első duplacsavaros óceánjáró (Campania, 1893)
- Az első fedélzeti tornaterem és egészségügyi központ (Franconia, 1911)
- A legnagyobb utasszállító (1996-ig) (Queen Elizabeth, 1940)
- A legnagyobb utasszállító óceánjáró (Queen Mary 2, 2004)

## A kultúrában
Egy korabeli kupléban Fedák Sári színésznő, primadonna kapcsán került szóba a hajóstársaság, pesti kiejtéssel (1911 k.).
Szép Ernő–Weiner István: Óh Sári, ne izélj!
Olvashatták a lapokban Pesten a minap: 
Kedve jött kivándorolni Fedák Sárinak. 
Hiába a nagy dicsőség, szerep és vagyon, 
Unom én már Budapestet, unom én nagyon! 
Cunárd Lájnnak nem volt még ily hires utasa! 
Kivándorol Beregszászból New-Yorkba Zsazsa. 
Amerikának is kell már engem látnia, 
Leszek hát külföldön élő nagy hazánk fia.